# Гиниятуллин, Марат Гиндуллинович
Мара́т Гиндулли́нович Гинияту́ллин (род. 8 марта 1953 года, Узбекистан) — российский зоотехник. Доктор сельскохозяйственных наук (1999), профессор (2006), в 1989—1991 годах заведующий кафедрой пчеловодства Башкирского государственного аграрного университета — единственной подобной в Республике Башкортостан, славящейся данной отраслью.

## Биография
Родился в с. Балыкчи Балыкчинского района Андижанской области Узбекской ССР.
В 1975 году окончил с отличием зоотехнический факультет Башкирского сельскохозяйственного института (ныне Башкирский государственный аграрный университет). Ученик академика Д. Т. Шакирова.
В 1979—1981 годах очный аспирант НИИ пчеловодства (г. Рыбное), где с 1982 года младший, а в 1985—88 годах старший научный сотрудник.
В 1986 году в Москве в ТСХА защитил кандидатскую диссертацию «Круглогодовое содержание пчел в павильонах».
С 1988 преподаёт в альма-матер, где в 1989—1991 годах заведующий кафедрой пчеловодства и зоологии, с 2002 года профессор на кафедре разведения животных и пчеловодства, ныне профессор кафедры пчеловодства, частной зоотехнии и разведения животных, является ученым секретарем докторского диссертационного совета Д 220.003.03 при университете. По совместительству был заместителем директора по научной работе Башкирского научно-исследовательского центра по пчеловодству и апитерапии.
В 1999 году защитил докторскую диссертацию «Теоретические и практические аспекты технологии комплексного использования медоносных пчел: Apis mellifera L.».
Работает и в области апитерапии.
Подготовил 3 кандидатов наук.
Являлся вице-президентом Ассоциации пчеловодов и апитерапевтов РБ, главным редактором газеты «Прополис», членом редколлегии журнала «Пчеловодство и апитерапия».
Заслуженный работник сельского хозяйства Республики Башкортостан (2005). Также отмечен Почетными грамотами МСХ РБ (2003, 2005), Башкирского госагроуниверситета (2003, 2013).

## Основные работы
Автор более 200 научных трудов, в том числе 8 книг, монографий, практикумов, учебных пособий, имеет 2 патента.
- Комплексное использование пчелиных семей (рекомендации) / А. М. Ишемгулов, М. Г. Гиниятуллин, И. И. Буранбаев и др. — Уфа, 2004. — 48 с.
- Практикум по переработке продуктов пчеловодства: учеб. пособие. — Уфа: БГАУ, 2008. — 95 с .
- Практикум по производству продуктов пчеловодства: учеб. пособие / М. Г. Гиниятуллин, Н. М. Губайдуллин, А. А. Саттарова. — Уфа: БГАУ, 2008. — 120 с.
- Гиниятуллин М. Г., Ишемгулов А. М., Мишуковская Г. С., Туктаров В. Р. Пчеловодство Башкортостана. — Уфа, 2012.
- Смольникова Е. А., Гиниятуллин М. Г., Шелехов Д. В. Практикум по биологии пчелиной семьи. — Уфа, 2012.
- Гиниятуллин М. Г., Саттарова А. А. Практикум по производству продуктов пчеловодства. — Уфа, 2013.